# Крюков, Дмитрий Львович
Дми́трий Льво́вич Крю́ков (8 [20] апреля 1809, Казань — 5 [17] марта 1845, Москва) — русский филолог-классик, ординарный профессор Московского университета.

## Биография
Родился в семье преподавателя рисования Императорского Казанского университета Льва Дмитриевича Крюкова. Получил домашнее образование. Затем он окончил словесное отделение Казанского университета (1827), поступил во вновь учреждённый тогда Профессорский институт в Дерпте, где приобрёл уменье легко и изящно говорить по-латыни.
В 1833 году он получил степень доктора философии, защитив диссертацию: «In Taciti Agricolam observationes» (Дерпт, 1832), и был отправлен за границу — в Берлине слушал лекции Августа Бека.
С 1835 года Крюков был экстраординарным профессором римской словесности и древностей в Московском университете — читал лекции и по древней истории; в 1837 году назначен ординарным профессором. Преподавал также латинский язык в Московском дворянском институте.
Были изданы его труды: «Agricola» Тацита, с примеч. (М., 1836); «De Q. Curtii Rufi aetate», речь на акте 1836 г. (Москва, 1836) и «Andeutungen über den ursprünglichen Religionsunterschied der Römischen Patricier und Plebeier» (Лейпциг, 1849, под псевдонимом Dr. D. Pellegrino). В «Москвитянине» в 1841 году Крюков поместил статьи: «О трагическом характере истории Тацита» и «Несколько слов о деле драматического искусства по поводу игры г. Каратыгина».
Умер в 1845 году. Похоронен на Ваганьковском кладбище (2 уч.).
Эстетик по природе и воспитанию, гуманный, полный изящества и воодушевления, Крюков, как профессор, производил на слушателей неотразимое впечатление; его часто называли рядом с Грановским. Памяти Крюкова было посвящено прочувствованное стихотворение Фета.

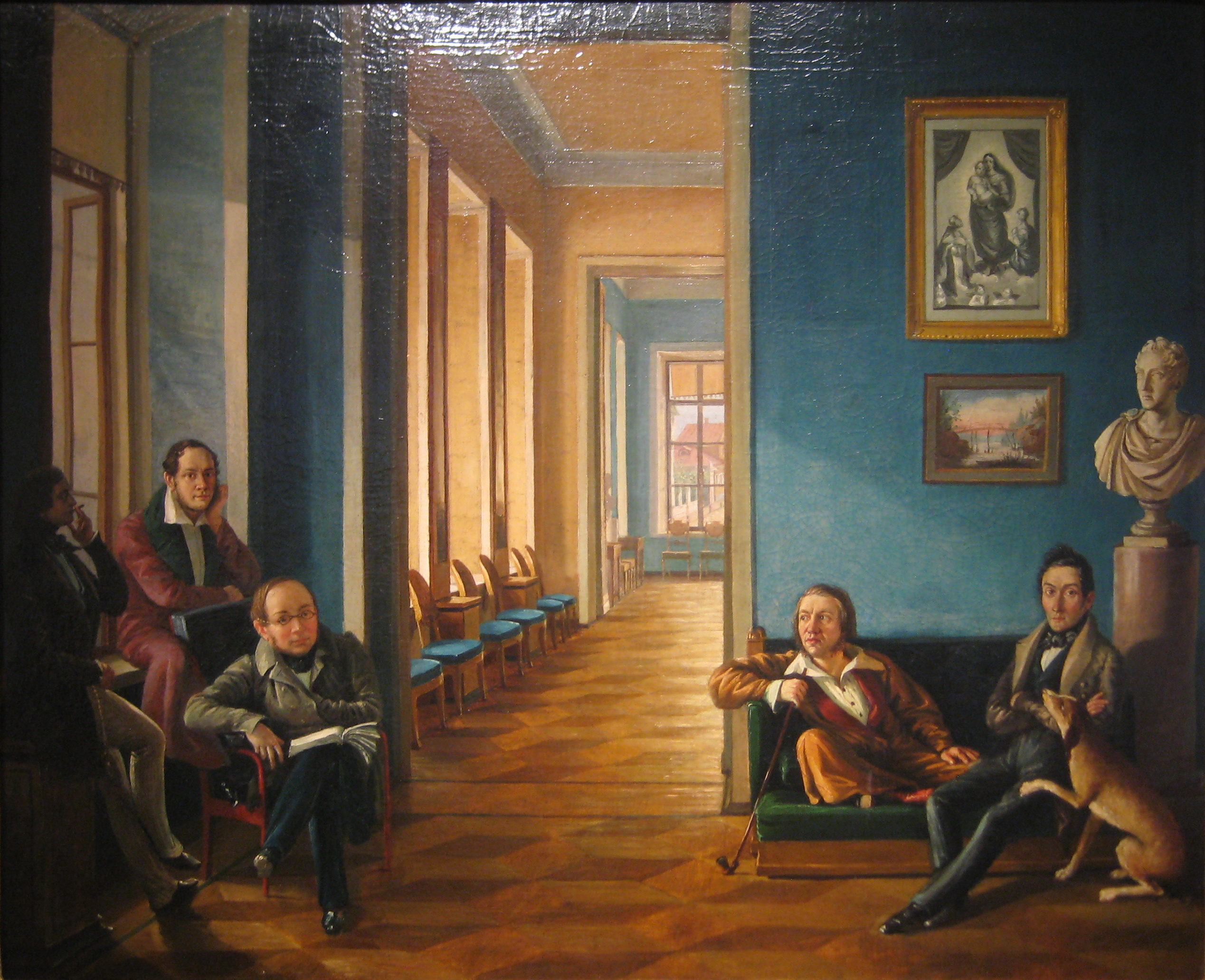
Н. И. Подключников.
Интерьер в квартире А. М. Филамофитского в Москве в Антипьевском переулке около улицы Волхонки. После 1835.
Изображены слева направо: Г. И. Сокольский, А. М. Филамофитский, П. Г. Редкин, Д. Л. Крюков, Ф. И. Иноземцев